# Noxocremastus curiosus
Noxocremastus curiosus är en stekelart som beskrevs av Narolsky 1990. Noxocremastus curiosus ingår i släktet Noxocremastus och familjen brokparasitsteklar. Inga underarter finns listade i Catalogue of Life.